# نایجل مارتین
نایجل مارتین (به انگلیسی: Nigel Martyn) زادهٔ ۱۱ اوت ۱۹۶۶ بازیکن فوتبال اهل انگلستان بود که سابقهٔ بازی در تیم ملی فوتبال انگلستان را در کارنامهٔ خود دارد. وی در تاریخ ۲۹ آوریل ۱۹۹۲ نخستین بازی ملی خود را در مقابل تیم فوتبال کشورهای مستقل همسود انجام داد و با حضور در ۲۳ بازی ملی، در تاریخ ۲۶ مه ۲۰۰۲ واپسین بازی ملی‌اش را در برابر تیم ملی فوتبال کامرون برگزار کرد.